# فلاديمير بويسا
فلاديمير بويسا (بالجورجية: ვლადიმერ ბოისა) مواليد 4 يوليو 1981 في روستاوي، الجمهورية الجورجية السوفيتية الاشتراكية، هو لاعب كرة سلة جورجي معتزل. بدأ مسيرته الاحترافية في سنة 1996. اعتزل اللعب في 2012.

## المسيرة الاحترافية
لعب مع روستاوي من سنة 1996 إلى 1998، ثم لعب مع سلوفان من سنة 1999 إلى 2001، ثم لعب مع أوليمبيا من سنة 2001 إلى 2005، ثم لعب مع منز سانا 1871 باسكت من سنة 2005 إلى 2007، ثم لعب مع أريس في سنة 2008، ثم لعب مع منورقة لكرة السلة في الدوري الإسباني في موسم 2008–2009، ثم لعب مع زادار في موسم 2009–2010، ثم لعب مع أوليمبيا في موسم 2010–2011.

## إحصائيات المسيرة

### الدوري الأوروبي
| السنة   | الفريق                   | لعب | بدأ | دقيقة | ميداني% | ثلاثية | حرة  | ارتداد | صنع | استلاب | تصدي | نقطة | أداء |
| ------- | ------------------------ | --- | --- | ----- | ------- | ------ | ---- | ------ | --- | ------ | ---- | ---- | ---- |
| 2001–02 | نادي أوليمبيا لكرة السلة | 8   | 3   | 8.1   | .357    | .143   | .900 | 1.1    | .0  | .4     | .1   | 2.8  | 0.8  |
| 2002–03 | نادي أوليمبيا لكرة السلة | 20  | 20  | 21.2  | .465    | .319   | .726 | 3.7    | .9  | .8     | .3   | 8.5  | 7.0  |
| 2003–04 | نادي أوليمبيا لكرة السلة | 19  | 18  | 27.5  | .453    | .349   | .623 | 3.0    | .9  | .6     | .3   | 9.3  | 5.7  |
| 2004–05 | نادي أوليمبيا لكرة السلة | 14  | 14  | 33.2  | .532    | .286   | .603 | 6.3    | .4  | .8     | .5   | 15.8 | 14.5 |
| 2005–06 | منز سانا 1871 باسكت      | 14  | 9   | 20.3  | .500    | .229   | .500 | 3.2    | .8  | .8     | .3   | 5.6  | 4.1  |
| 2007–08 | نادي أريس لكرة السلة     | 10  | 3   | 16.0  | .278    | .500   | .429 | 2.2    | .7  | .1     | .2   | 3.4  | 2.7  |
| 2010–11 | نادي أوليمبيا لكرة السلة | 4   | 0   | 6.5   | .000    | .000   | .000 | .5     | .5  | .0     | .0   | .0   | .0   |
| المسيرة |                          | 89  | 67  | 20.9  | .476    | .312   | .636 | 3.3    | .7  | .6     | .1   | 7.9  | 6.1  |

## روابط خارجية
- فلاديمير بويسا على موقع الاتحاد الدولي لكرة السلة (الإنجليزية)
- فلاديمير بويسا على موقع الدوري الأوروبي لكرة السلة (الإنجليزية)
- فلاديمير بويسا على موقع الدوري الإسباني لكرة السلة (الإسبانية)
- فلاديمير بويسا على موقع ريلجم (الإنجليزية)
- فلاديمير بويسا على موقع بروبوليرز (الإنجليزية)
- فلاديمير بويسا على موقع سبورتس رفرنس (الإنجليزية)